# Klaus-Dieter Ludwig
Klaus-Dieter Ludwig (* 2. Januar 1943 in Züllichau, Landkreis Züllichau-Schwiebus; Brandenburg; † 18. Mai 2016) war ein Ruderer aus der DDR. 1980 wurde Ludwig Olympiasieger als Steuermann im Achter.

## Leben
Der Ruderer von der SG Dynamo Potsdam wurde 1966 erstmals Weltmeister, als er in Bled den Vierer steuerte. 1970 wurde er im Zweier mit Steuermann Vizeweltmeister. Bei den Olympischen Spielen 1972 in München gewann das DDR-Boot in der Besetzung Dietrich Zander, Reinhard Gust, Rolf Jobst, Eckhard Martens und Ludwig Silber hinter dem Vierer aus der Bundesrepublik. Im folgenden Jahr gewann dieses Boot in gleicher Besetzung Silber bei der Europameisterschaft. 1975 steuerte Ludwig den DDR-Achter bei der Weltmeisterschaft in Nottingham zu Gold, wurde aber trotzdem 1976 nicht für die Olympischen Spiele berücksichtigt.
Erst 1979 saß er wieder im DDR-Achter und wurde in Bled einmal mehr Weltmeister. 1980 bei den Olympischen Spielen 1980 in Moskau gewann der Achter in der Besetzung Bernd Krauß, Hans-Peter Koppe, Ulrich Kons, Jörg Friedrich, Jens Doberschütz, Ulrich Karnatz, Uwe Dühring und Schlagmann Bernd Höing mit Ludwig als Steuermann mit fast drei Sekunden Vorsprung auf die zweitplatzierten Briten. Für diesen Erfolg wurde er mit dem Vaterländischen Verdienstorden in Silber ausgezeichnet. Bei der Weltmeisterschaft 1981 in München waren Jörg Friedrich und Klaus-Dieter Ludwig in den Vierer gewechselt und gewannen den Titel, während der DDR-Achter nur Vierter wurde. Im Jahr darauf bei der Weltmeisterschaft in Luzern waren beide in den Achter zurückgekehrt und erreichten den zweiten Platz. 1983 bei der Weltmeisterschaft in Duisburg gewann Ludwig noch einmal Silber im Vierer.
Ludwig war Sportlehrer bei der Volkspolizei in Potsdam und wechselte nach 1990 zum Sportamt in Potsdam.